# Санаториум
Санаториум (на латински: sano – лекувам, изцелявам) е лечебно-профилактично заведение за лечение предимно на хронични заболявания с помощта на естествени природни условия (климат, минерална вода, лечебна кал), физиотерапевтични средства, диети и специален режим.
В зависимост от заболяванията, които се лекуват, санаториумите биват от общ или специализиран характер.
Заболяванията, за които санаториалното лечение оказва благоприятен ефект биват:
- на сърдечно-съдовата система, включително и тромбофлебити;
- на храносмилателната система;
- на пикочно-половата система;
- на нервната система;
- на дихателната система;
- на костите и мускулите;
- на ендокринната система;
- на кожата;
- на уши, нос и гърло.

Първият санаториум е създаден с цел лечение на белодробна туберкулоза в селцето Гьорберсдорф, тогава в Германия (днес Соколовско, Полша). Той е открит от Херман Бремер през 1859 г.